# 麦社
有限会社麦社（ばくしゃ）はかつて存在した日本の出版社。

## 概説
1968年11月に解散したアナルコ＝サンディカリスム系政治組織日本アナキスト連盟の後継組織として1969年2月に設立された。アナキズムおよびアナキストに関連した書籍の出版を行い、本社は東京都豊島区南池袋1-15-21田中ビルに所在した。

## 主な出版物
- 『独裁と革命』（L・ファブリ著/添水三郎訳） - 1969年
- 『社会革命の綱領』（M・バクーニン著/藤山順訳） - 1969年
- 『フランス五月革命』（黒と赤グループ著/前田・平山共訳） - 1969年
- 『クロンシュタットの叛逆』（A・ベルクマン著/小池英三訳） - 1969年
- 『アナキストの文学』（秋山清著） - 1970年